# Pieve dei Santi Ippolito e Cassiano (Laterina)
L'odierna Propositura dei Santi Ippolito e Cassiano (una volta denominata pieve) è un edificio sacro che si trova in piazza Repubblica 9 a Laterina.

## Storia e descrizione
La primitiva pieve di Laterina si trovava fuori dall'abitato attuale, presso il podere Le Pievi. Nel 1195 il titolo appare già trasferito all'attuale chiesa, collocata nell'antico castello, che però è stata in gran parte ricostruita su progetto di Giuseppe Castellucci dopo il terremoto del 1919, ma che nel fianco sinistro mostra caratteri originali, come il portale. Oggi la chiesa ha il titolo di Propositura 
All'interno, sulla parete destra sono sistemati i resti del mosaico pavimentale di età imperiale proveniente dalla località già occupata dalla pieve. La chiesa conserva alcune opere importanti: l'affresco quattrocentesco in forma di pala centinata raffigurante la Madonna con il Bambino e i santi Giovanni e Sebastiano al centro, la Decollazione di San Giovanni Battista e il Martirio di san sebastiano ai lati, la Predica di San Giovanni Battista nella lunetta, è stato attribuito ad un pittore di cultura lippesca, forse Fra' Diamante (originario di Terranuova) o Francesco Pesellino e datato alla metà degli anni cinquanta.
La tavola con la Madonna col Bambino fra i santi Ippolito e Cassiano è l'altra importante opera conservata in chiesa e fu eseguita da Domenico Puligo forse alla fine del secondo decennio. Un'altra più tarda opera cinquecentesca, la Madonna del Rosario di Giovanni Balducci detto il Cosci fu invece commissionata dalla Compagnia del Rosario di Laterina e realizzata nel 1587.
In chiesa è anche un Crocifisso ligneo cinquecentesco attribuito a Taddeo Curradi e databile probabilmente al nono decennio del Cinquecento.